# 七田厚
七田 厚（しちだ こう、1963年1月30日 - 2024年12月23日）は、日本の教育研究家、七田式教育の教育者。七田式創始者七田眞の次男。株式会社しちだ・教育研究所元代表取締役社長。元七田式主宰。島根県江津市出身。

## 略歴
島根県生まれ。修道高等学校、東京理科大学理学部数学科卒業。
1987年、しちだ･教育研究所代表取締役社長に就任。

## 著書
2018年
- 『忙しいママのための 七田式「自分で学ぶ子」の育て方』幻冬舎、9月ISBN 4344919556

2017年
- 『おかね―幼児の脳の発育を促進させるカリキュラム (七田式・知力ドリル5・6さい)』シルバーバック、3月ISBN 4861484650

2016年
- 『七田式 子どもの才能は親の口グセで引き出せる! 』青春出版社、4月ISBN 4413039963

2006年
- 『七田式「脳」が元気になる大人の記憶力ドリル―もう、人の名前・言葉に詰まらない!（(プレイブックス）』青春出版社、6月ISBN 4413018788

など多数